# Sindicato de Estudiantes
El Sindicato de Estudiantes es la principal asociación de estudiantes española. Agrupa a estudiantes de los niveles de Educación Secundaria Obligatoria, Bachillerato, Formación Profesional y estudios universitarios en la enseñanza pública. Tiene una representación en el Consejo Escolar del Estado de 4 de 8 representantes de los alumnos. Fue fundada en 1986 por miembros de la organización comunista en la actualidad denominada Izquierda Revolucionaria.
Se define como una organización revolucionaria, marxista, antifascista, antiderechista, obrera, internacionalista y anticapitalista. Sus reivindicaciones están centradas en la mejora de la calidad de la enseñanza pública, la eliminación de la enseñanza privada y concertada, la defensa de la laicidad de toda la enseñanza, el reconocimiento del derecho de huelga de los estudiantes de enseñanzas medias y la supresión de las pruebas de acceso a la universidad. 

## Historia
Durante el primer gobierno del Partido Socialista y tras el de la UCD estalló una gran lucha estudiantil que duró todo el curso del año 1986-1987. La situación de la juventud en todo el estado era desesperanzadora, con altas tasas de paro juvenil, un aumento serio del acceso a las drogas. Todo esto se le sumaba que la enseñanza solo era obligatoria hasta los 14 años. Además, parte de esta juventud venía de un periodo de protestas en contra de la entrada de España en la OTAN, lo que implicaba que parte de ella estaba muy politizada.
Militantes de la organización marxista Nuevo Claridad, en la actualidad Izquierda Revolucionaria, habían estado impulsando durante el otoño del año 1985 la creación del entonces llamado Comité Promotor del Sindicato de Estudiantes y apenas había organizado algunas protestas y paros estudiantiles en Vitoria y Pamplona. No es hasta el siguiente curso que la organización consigue que esta asociación de estudiantes gane influencia en los centros a nivel nacional.

## Protestas destacadas
A comienzos del curso, en la Universidad Complutense de Madrid, se organiza un grupo en defensa de los estudiantes no admitidos debido a la falta de plazas. Tras esto tiene lugar una manifestación organizada por  este grupo, que mantuvo su continuidad con un parón estudiantil el 4 de diciembre, que logró movilizó a miles de jóvenes hasta las puertas del Ministerio de Educación.
17 de diciembre las manifestaciones se extendieron por el país, participando de ellas casi 70 000 estudiantes. Además se produjo un paro de estudiantes cuya magnitud variaba entre comunidades autónomas y teniendo un impacto menor en los centros de educación privada. Estas manifestaciones recibieron el apoyo de miembros de los sindicatos de ideología marxista CCOO y UGT, y concretamente de Marcelino Camacho y Nicolás Redondo.
Tras esta huelga, el entonces secretario general de Educación del gobierno del PSOE Alfredo Pérez Rubalcaba abrió negociaciones con Consejo Escolar del Estado en las que no se alcanzó ningún acuerdo. El Sindicato de Estudiantes continuó convocando manifestaciones desde el día 19 al 23 con manifestaciones que tuvieron que ser controladas por los antidisturbios y provocaron  varios heridos. 
De nuevo los estudiantes se volvieron a manifestar el día 13 de febrero en Madrid . 
Finalmente el Gobierno y el Ministerio de Educación de José María Maravall, aprobó la Ley Orgánica reguladora del Derecho a la Educación -LODE- en la que se atendían parte de las peticiones del Consejo Escolar del Estado.
En el año 2011, con un récord en desempleo del 22,85%, el PSOE perdió las elecciones dando paso al gobierno de Mariano Rajoy, durante el cual se aprobó la Ley Orgánica para la mejora de la calidad educativa (LOMCE). Esta ley encontró el desacuerdo del Sindicato de Estudiantes principalmente por la reducción de presupuestos como contramedida a la crisis del 2008.
El sindicato comenzó con una gran campaña de protestas en los centros educativos, desembocando en la convocatoria de un paro estudiantil de 72h, desde el 16 al 18 de octubre.
Tras esto y a lo largo de todo 2013 se sucedieron varios paros educativos, comenzando en febrero y convocado únicamente por el SE, Tras esto el 9 de mayo se suman algunos profesores y asociaciones de madres y padres. Pese a volver a considerarse un éxito por parte de los convocantes, los sindicatos CCOO y UGT no quisieron volver a convocar mas paros, aludiendo a que no contaban con suficiente apoyo. El SE denunció estas posiciones, planteando la necesidad de continuar las protestas. 
El 22 de marzo de 2014 el SE participó en las Marchas de la Dignidad.
En 2015 el ministerio de educación plantea una readaptación del Plan Bolonia. Este proponía reducir las carreras universitarias a 3 años y aumentar a 2 años los estudios de máster. Este plan fue criticado por algunas las asociaciones estudiantiles entre las que se incluía el SE, ya que lo veían como un intento de privatizar la universidad pública.
Tras diversos paros estudiantiles como el del 48h de febreroel ministro Wert dimitía de su cargo en el mes de junio, lo que fue visto como una victoria por el SE. Pese a ello continuaron las protestas contra la aplicación de las reválidas a lo largo de 2015 y 2016. El ministerio terminó retirando esta medida.
Únicamente durante octubre de 2012 que comienza la oposición a estas medidas educativas y abril de 2016, el Sindicato de Estudiantes había convocado ya 22 paros educativos a lo largo del país. En 2021 se desestimó la aplicación del decreto, siendo retirado sin que hubiese llegado a aplicarse.

### Actualidad
Desde entonces el Sindicato de Estudiantes no ha cesado en sus reivindicaciones, convocando protestas y paros estudiantiles en diversos centros del país; en defensa de las enseñanzas de artes, el derecho a estudiar de las madres, en solidaridad con huelgas del profesoradoo por la falta de información sobre los modelos de examen de EVAU entre otros.
Además ha participado activamente en diversos movimientos sociales. En el feminista se ha destacado construyendo la plataforma Libres y Combativas y convocando huelgas contra el Caso de La Manada y por una ley de educación sexual. En el de la vivienda junto a la Plataforma de Afectados por la Hipoteca luchando contra los desahucios. Y sobre todo en apoyo a los trabajadores, organizando paros estudiantiles en solidaridad con las luchas del metal de Cádiz o participando en las protestas de los trabajadores de Coca-Cola o Nissan.

## Organización

### Secciones sindicales
El funcionamiento del Sindicato de Estudiantes es democrático, basándose en las decisiones de sus afiliados. En cada centro de estudios en los que haya suficiente número de afiliados se constituye una sección sindical, en forma de asociación estudiantil, en la cual las decisiones relativas al centro y sus problemas se toman por los mismos afiliados.

### Ejecutivas provinciales y Ejecutiva estatal
Como organización de ámbito estatal, el Sindicato de Estudiantes se compone de órganos de decisión a nivel tanto provincial como estatal. La Ejecutiva estatal es el órgano de decisión más importante del Sindicato. Se compone de afiliados de todo el Estado elegidos democráticamente por los delegados del Congreso, que se celebra cada dos años aproximadamente.

### Congreso estatal
Es el máximo órgano del Sindicato de Estudiantes. Se reúne cada dos años y se compone por los delegados elegidos entre todos los afiliados de cada sección. El congreso decide el programa de acción del Sindicato de Estudiantes y elige la ejecutiva estatal y el secretario o secretaria general.

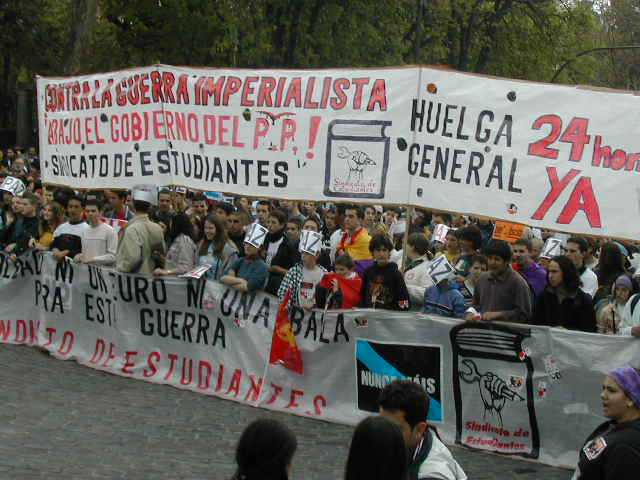
Manifestación, del Sindicato de Estudiantes contra la guerra de Irak.

| Período   | Secretario General              |
| --------- | ------------------------------- |
| 1986-1990 | Juan Ignacio Ramos Gómez        |
| 1990-1991 | José Antonio Pérez Sequeiros    |
| 1991-1994 | Gorka Asiaín Riezu Zabalza      |
| 1994-1996 | Bárbara Areal Casset            |
| 1996-2000 | Juan Manuel Municio Castellanos |
| 2000-2004 | Miriam Municio Castellanos      |
| 2004-2008 | Juan José López García          |
| 2008-2013 | Tohil Delgado Conde             |
| 2013-2019 | Ana García                      |
| 2019      | Coral Latorre                   |

## Estructura territorial
El Sindicato de Estudiantes tiene presencia en casi todo el estado, adaptando su nombre a las diferentes lenguas regionales.
| Territorio       | Organización territorial |
| ---------------- | ------------------------ |
| Euskal Herria    | Ikasle Sindikatua        |
| Países Catalanes | Sindicat d'Estudiants    |
| Galicia          | Sindicato de Estudantes  |